# Freddy Eichelberger

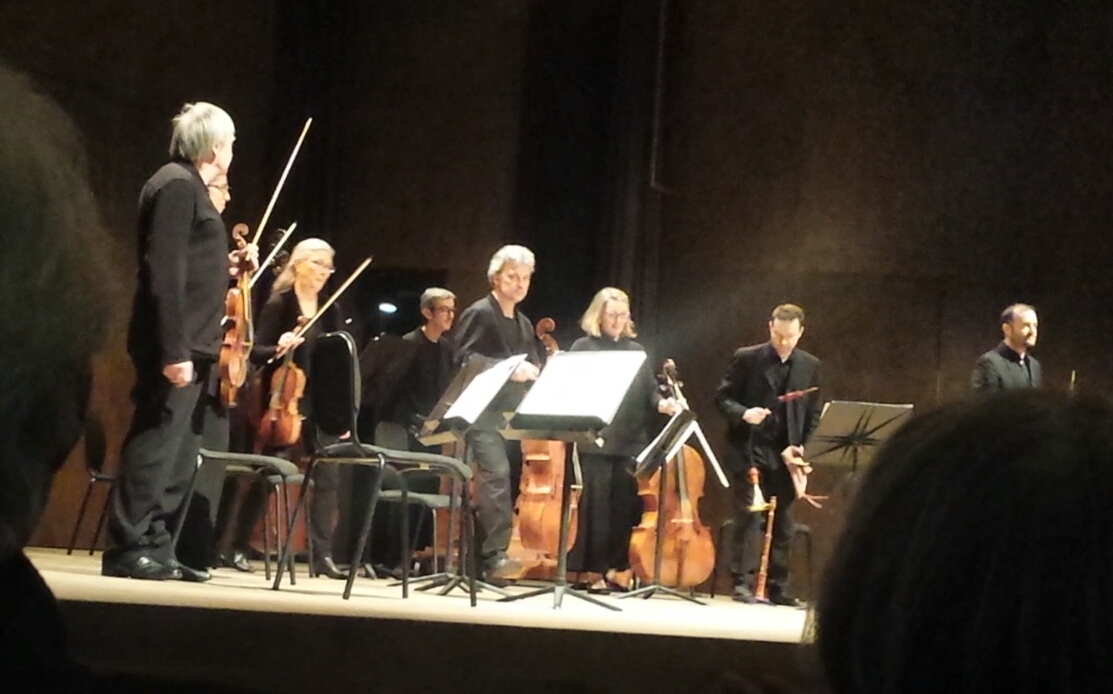
Freddy Eichelberger (2018).

Freddy Eichelberger (* 1961 in Paris) ist ein französischer Organist und Cembalist.

## Leben und Wirken
Eichelberger studierte Orgel bei Odile Bailleux und Jean Boyer am Konservatorium in Lille, wo er seine Studien 1988 mit einem ersten Preis abschloss. Auch studierte er Cembalo bei Blandine Verlet und Noëlle Spieth. In der Praxis der Musik des Mittelalters nahm er Unterricht bei Marcel Pérès, für Renaissancemusik bei Ariane Maurette.
Er widmet sich hauptsächlich der Kammermusik auf historischen Instrumenten sowie dem musikalischen Theater, beispielsweise mit seinem Ensemble Les Witches, mit dem er auch mehrere Alben vorlegte und das für seine Improvisationen zu Shakespeare-Texten oder der Interpretation von Werken aus John Playfords Sammlung The English Dancing Master bekannt wurde. In diesem Ensemble spielt er neben Cembalo, Orgel und Cister ein mit Gesellschaftsspielen kombiniertes Spinett und ein Regal, das eine Kopie eines 1587 für Kaiser Ferdinand I. gefertigten Originals ist.  Seit vielen Jahren spielt er mit der Geigerin Odile Edouard im Duo und im Ensemble Sine Titulo; daneben tritt er auch mit dem Serpentspieler Michel Godard auf.
Eichelberger ist einer der Organisatoren und Interpreten der Aufführung sämtlicher Bachkantaten in der Église Réformée in Paris-Bastille.

## Diskografie (Auswahl)
- Nancy Huston Pérégrinations Goldberg (mit Michel Godard, 2000)
- Les Witches Fortune
- Jean-Baptiste Senaillé Premier livre de sonates à violon seul avec la basse continue (2004)
- Orchestre de la Suisse Romande Train Traveller: Paris-London, London-Paris